# عامل نظافة (فلم)
عامل نظافة (بالإنجليزية: Cleaner) هو فيلم جريمة تم إنتاجه في الولايات المتحدة وصدر في سنة 2008. الفيلم من إخراج ريني هارلن من بطولة صامويل جاكسون وإد هاريس وإيفا ميندز وكيكي بالمر ولويس غوزمان.

## الميزانية والإيرادات
حقق أرباحا تقدر بـ 7,808,800 دولار.

## وصلات خارجية
- مقالات تستعمل روابط فنية بلا صلة مع ويكي بيانات